# وادي البياض (خولان)

تعديل مصدري - تعديل

وادي البياض هي إحدى قرى عزلة بني شداد بمديرية خولان التابعة لمحافظة صنعاء، بلغ تعداد سكانها 961 نسمة حسب تعداد اليمن لعام 2004.